# 의제상인
의제상인(擬制商人)은 자기명의로 상행위를 하는 자는 아니나 상인으로 의제되는 사람을 일컫는 대한민국 상법의 개념이다. 상법 제5조, 제66조에 규정되어 있다. 의제상인은 설비상인과 민사회사로 구분되며, 설비상인은 점포 기타 유사한 설비에 의하여 상인적 방법으로 영업하는 자를 의미한다. 판례에 따르면 상인의 영업활동과 본질적으로 차이가 있어 변호사는 의제상인이 아니다.